# Marta Harnecker

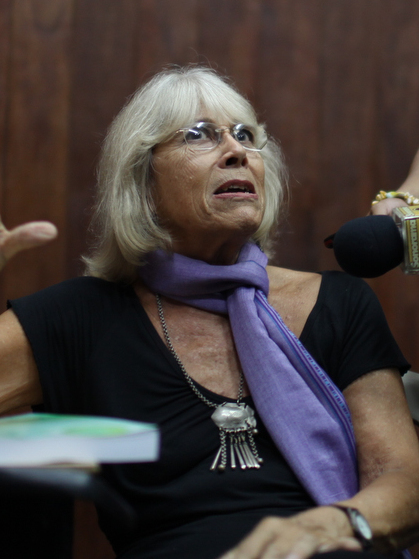
Marta Harnecker (2011)

Marta Harnecker Cerdá (* 1937 in Chile; † 15. Juni 2019 in Vancouver) war eine chilenische marxistisch-leninistische Soziologin, Journalistin und Aktivistin.
Harnecker galt als Vordenkerin verschiedener kommunistischer und linksradikaler Bewegungen in Lateinamerika seit den 1970er Jahren.

## Leben
Marta Harnecker wuchs als Tochter österreichischer Einwanderer auf, studierte an der Katholischen Universität von Chile Psychologie und engagierte sich als Führerin in der Asociación de Universitarios Católicos / Juventud Estudiantil Católica, der katholischen Studentenbewegung ihres Landes. Sie besuchte Kuba im Jahre 1960, kurz nach der Revolution und war von den gesellschaftlichen Umbrüchen fasziniert. Von 1963 bis 1968 studierte sie an der École normale supérieure in Paris bei Louis Althusser, während sich ihre bestimmende Weltanschauung vom Christentum zum Marxismus wandelte. 1969 veröffentlichte sie mit Einführung in die Grundlagen des Historischen Materialismus ihr erstes Buch, mit dem sie mit einer verkauften Auflage von über einer Million Exemplaren in mehreren Übersetzungen großen internationalen Erfolg erreichte. Anschließend wurde sie Professorin an der Chilenischen Universität, engagierte sich in der sich zum Marxismus-Leninismus bekennenden Sozialistischen Partei und betätigte sich als Herausgeberin der linken Wochenzeitschrift Chile Hoy. Später bezeichnete sie Fidel Castro als Inspirationsquelle für ihren damaligen revolutionären Kampf für eine andere Gesellschaft.
Nach dem Pinochet-Putsch von 1973 ging sie ins Exil nach Kuba. Dort heiratete sie den Revolutionsteilnehmer, Regierungsfunktionär und Geheimdienstchef Manuel Piñeiro und lebte bis 2003 in Havanna. 1991 gründete sie das Forschungszentrum Memoria Popular Latinoamericana (MEPLA), das sie bis 2002 leitete.
2003 bis 2009 arbeitete sie als Beraterin des venezolanischen Staatspräsidenten Hugo Chávez, bis sie aufgrund von Meinungsverschiedenheiten über seinen autoritären Regierungsstil ihre Arbeit beendete und später das Land verließ.
Harnecker hat über 80 Bücher und zahlreiche Artikel veröffentlicht und sah ihre Hauptbetätigung weniger in der Wissenschaft als in der Volksbildung. Ab 1996 war sie aktive Mitarbeiterin der Internetplattform rebelion.org.
Sie lebte mit ihrem Lebensgefährten Michael Lebowitz in Vancouver (Kanada) und zeitweise bei ihrer Tochter, der Wirtschaftswissenschaftlerin Camila Piñeiro Harnecker, in Havanna. Die in Santiago lebende Malerin und Galeristin Inés Harnecker (* 1938) ist ihre Schwester.
Sie starb an einer Krebserkrankung in Kanada.

## Publikationen
- Haciendo posible lo imposible: La izquierda en el umbral del siglo XXI. Siglo Veintiuno Editores, Mexiko-Stadt, 1999, ISBN 968-23-2187-5.
- América Latina, izquerda y crisis actual: Izquierda y crisis actual. Siglo Veintiuno Editores, Mexiko-Stadt, 1990, ISBN 968-23-1635-9.
- Fidel Castro’s Political Strategy. Übersetzt von Margarita Zimmerman. Pathfinder Press, New York, NY, 1987, ISBN 0-87348-666-8.
- Estudiantes Cristianos e Indígenas en la Revolución. Siglo Veintiuno Editores, Mexiko-Stadt, 1987.
- Nicaragua - Los Cristianos en la Revolución Sandinista. Ediciones Al Frente, Buenos Aires, 1987.
- La Revolución Social: Lenin y América Latina. Siglo Veintiuno Editores, Mexiko-Stadt, 1986, ISBN 968-23-1385-6.
- The basic concepts of historical materialism. Dept. of General Philosophy, University of Sydney, 1976.

## Dokumentarfilm
- Luis Acevedo Fals: Marta Harnecker: La voz de los pueblos. 2011, 37 Minuten (spanisch).